# Virey-le-Grand
Virey-le-Grand település Franciaországban, Saône-et-Loire megyében. Lakosainak száma 1393 fő (2022. január 1.). Virey-le-Grand Lessard-le-National, Crissey, Fragnes-La Loyère, Gergy és Sassenay községekkel határos.

## Népesség
A település népessége az elmúlt években az alábbi módon változott:
| Lakosok száma | 1305 | 1323 | 1416 | 1342 | 1354 | 1366 | 1369 | 1380 | 1393 |
|               | 2013 | 2015 | 2016 | 2017 | 2018 | 2019 | 2020 | 2021 | 2022 |